# Marchfeldschlösser
Unter dem Begriff Marchfeldschlösser werden mehrere im niederösterreichischen Marchfeld gelegene Schlösser zusammengefasst. Die Schlösser sind Hof, Niederweiden, Orth/Nationalparkzentrum, Marchegg, und Eckartsau. Sie sind unter der Marke Marchfelder Schlösserreich touristisch vernetzt.

## Grundlagen
Im Marchfeld liegen mehrere bedeutende Ansitze, die Adelige (unter anderem Eugen von Savoyen) in den vergangenen Jahrhunderten als Kultur- und Sommersitze errichten ließen. In der „Kornkammer“ Wiens gelegen, waren diese Schlösser in erster Linie landwirtschaftliche Großbetriebe, die die wirtschaftliche Grundlage ihrer Besitzer waren.
Sie sind Glanzlichter des herrschaftlichen Baugeschehens und Lebens am Lande und von Bedeutung für das Kulturerbe Österreichs. Die überwiegend im Barock des 18. Jahrhunderts errichteten Schlösser und zugehörigen Gartenanlagen repräsentieren eine entscheidende Epoche mitteleuropäischer Geschichte, die aus dem wirtschaftlichen Boom Zentraleuropas nach dem Ende der Türkenkriege hervorgegangen ist: Einige der Schlösser sind ehemalige Burgen, die in den Kriegen zerstört und nach der zweiten Türkenbelagerung revitalisiert wurden.

### Das Marchfeldschlösser-Gesetz
Schloss Hof und Niederweiden sind im Besitz der Republik Österreich, die sie durch das Habsburgergesetz aus dem Hofärar der Monarchie übernahm. 2002, unter der Regierung Schüssel, wurde beschlossen, für diese beiden Objekte ein Nutzungskonzept zu erarbeiten und die bewährten modernen Verwaltungsstrukturen etwa der Wiener Schlösser um Schönbrunn oder der Bundesmuseen zu übertragen.

„Die bundeseigenen Schlösser des Marchfeldes Schloß Hof und Niederweiden sind ein wichtiger Teil des kulturellen Erbes Österreichs. Deren Restaurierung, Erhaltung, Öffnung und Belebung unter Bedachtnahme auf deren historische Konzeption und auf Grundlage kunsthistorischer und denkmalpflegerischer Erkenntnisse, zählen daher zu den kulturellen Aufgaben des Staates. Durch den Aufbau von Kooperationen mit kulturell und touristisch bedeutenden benachbarten Schlössern soll darüber hinaus eine “historische Schlösserstraße” entwickelt werden.“

Zu diesem Zweck wurde das Marchfeldschlösser-Gesetz 2002 im Nationalrat beschlossen. Es regelt Geschäftsführung, Aufsichtsrat und einen Beirat als „beratendes Organ im Hinblick auf den kulturpolitischen Auftrag“ und „zur Wahrung der ökonomischen, kulturellen, gesellschaftlichen und regionalen Interessen“ (§ 3).

### Marchfeldschlösser Revitalisierungs- und Betriebsgesellschaft
Per Gesetz wurde die Marchfeldschlösser Revitalisierungs- und Betriebsgesellschaft m.b.H. (MRBG) als 100-%-Eigentum des Bundes errichtet.
Sie ist für Revitalisierung und touristischen Betrieb der Schlösser Hof und Niederweiden zuständig. Sie untersteht dem Wirtschaftsministerium und wird vom Land Niederösterreich kofinanziert.
Insgesamt verbrauchte die Revitalisierung bis 2011 etwa 70 Millionen Euro. Schon 2009 stellt der Rechnungshof
Mängel in den Konzepten, der „Zuverlässigkeit der Planungsrechnung“ und der „internen Kontrollsysteme“ fest, und „dass eine Selbstfinanzierung des Betriebes nicht möglich sein wird.“ Gerade Festschloss Hof, zuungunsten von Niederweiden vorrangig positioniert, konnte die Erwartungen in Besucherzahlen bei weitem nicht erfüllen (2012 nur 100.000 gegenüber für die Kostendeckung notwendigen 400.000).
Per 31. Dezember 2012 ging die Verantwortung für die Objekte vollständig auf die GmbH über, und diese wurde gleichzeitig als Tochtergesellschaft der Schloß Schönbrunn Kultur- und Betriebsgesellschaft (SKB) zugeordnet, über die auch die weitere Finanzierung abgewickelt wird. Deren Geschäftsführung zeigte sich wenig begeistert, da der Aufwand für Schloss Hof vom Finanzamt nicht als Betriebsausgabe anerkannt, sondern als private Liebhaberei der Gesellschaft eingeschätzt würde, die aus dem versteuerten Betriebsertrag zu finanzieren wäre.

### ARGE Marchfeldschlösser
2013 wurde dann eine Arbeitsgemeinschaft Marchfeldschlösser eingerichtet. Sie umfasst Schloss Hof und Niederweiden, Schloss Orth/Nationalparkzentrum, Schloss Eckartsau (beide ebenfalls Bundesbesitz, aber unter anderweitiger Betreuung) und Schloss Marchegg (Besitz der Stadt). Auch wurde die Donau Niederösterreich Tourismus GmbH als Partner beteiligt.
Zusammenarbeit besteht nun besonders auch mit der LEADER-Region Marchfeld, die den Tourismus auf Gemeindeebene entwickelt.
Die neue Kooperation soll die Liegenschaften „in ihrem gemeinsamen Auftritt stärken.“
Innerhalb der ARGE soll wieder mehr Fokus auf das ursprüngliche Konzept der Schlösserstraße gelegt werden, so etwa mit einer gemeinsamen Online-Plattform, und „zeitgemäßer Ticket-Schiene“.
Schloss Obersiebenbrunn, seit 2001 Privatbesitz der Koptisch-orthodoxen Kirche und Kloster, ist an der ARGE vorerst nicht beteiligt.

### Marchfelder Schlösserstraße
Schon in den 1980ern wurde vom Verein Forum Marchfeld (Gänserndorf), einer lokalen Kulturinitiative, der Begriff der Marchfeld Schlösserstraße entwickelt, um wichtige Schlösser des Marchfeldes zu einer Themenstraße zu vernetzen,
und so auch im Marchfeldschlösser-Gesetz 2002 als Auftrag verankert. 1985 erfolgte auch eine Ausschilderung, mit über 120 Straßenschildern.
Seinerzeit wurde auch angedacht, diese Route grenzüberschreitend nach Südmähren oder Ungarn fortzusetzen. Ausdrücklich geplant war auch eine gute Erschließung durch öffentliche Verkehrsmittel.
Nachdem aber lange Jahre die Revitalisierung der Bundesschlösser auf sich warten ließ, und das touristische Konzept stagnierte, wurde erst 2012 ein Kooperationsvertrag zwischen beteiligten Betreibern und Gebietskörperschaften abgeschlossen, im Rahmen dessen das Projekt forciert werden soll. Die Rahmenbedingungen erscheinen durch erfolgreiche überregionale Kooperationen wie der Europaregion Centrope, den Verkehrsverbund Ost-Region, oder die parallel verlaufenden Donau-Radweg und Marchfeldkanal-Radwanderweg (Variante Marchfelder-Schlösser-Radweg) heute günstiger.

## Die Marchfeldschlösser
vorletzte Spalte: ∗ … Mitglied der ARGE Marchfeldschlösser
| Bild (Dat.)      | Schloss         | Ort                                            | historische Bedeutung | Besitz                                  |   | Nutzung                                                                                     |
| ---------------- | --------------- | ---------------------------------------------- | --- | --------------------------------------- | - | ------------------------------------------------------------------------------------------- |
|                  | Eckartsau       | Eckartsau, Ortsrand, im Nationalpark Donauauen | alte Burg, Jagdschloss im habsburgischen Privat- und Familienfonds; der letzte Kaiser, Karl I. residierte hier nach seiner Verzichtserklärung vom 11. November 1918 bis zu seiner Abreise in die Schweiz am 23. März 1919 | Republik Österreich (Bundesforste)      | * | Schauschloss                                                                                |
|                  | Hof             | Engelhartstetten-Schloßhof, an der March       | alter befestigter Hof, Landschloss des Prinzen Eugen, dann habsburgischer Privat- und Familienfonds, k.k. Ausbildungslager, seit 1919 staatlich                                                                           | Republik Österreich (MRBG/SKB)          | * | Schauschloss, Museum (wechselnde Ausstellungen), Veranstaltungszentrum                      |
| Schloss Marchegg | Marchegg        | Marchegg, Ortsrand                             | ehem. Stadtburg, Jagdschloss und Sommersitz der Pálffy | Stadt Marchegg                          | * | Pálffy-Museum                                                                               |
|                  | Niederweiden    | Engelhartstetten, etwas auswärts               | Jagdschloss der Starhemberg, dann des Prinzen Eugen, dann habsburgischer Privat- und Familienfonds, 1919 staatlich | Republik Österreich (MRBG/SKB)          | * | Restaurant, Veranstaltungszentrum                                                           |
|                  | Obersiebenbrunn | Obersiebenbrunn, Ort                           | alte Burg, Landschloss des Prinzen Eugen | Koptisch-orthodoxe Kirche in Österreich |   | Kloster (seit 2001)                                                                         |
|                  | Orth            | Orth an der Donau, Ortsrand                    | alte Burg, habsburgischer Privat- und Familienfonds | Republik Österreich                     | * | Nationalparkverwaltung Donau-Auen, Museum (wechselnde Ausstellungen), Veranstaltungszentrum |

Teilweise wird auch Schloss Neugebäude am Stadtrand Wiens dazugezählt, auch andere Schlösser waren oder sind in der Einbindung im Gespräch, etwa Schloss Sachsengang bei Groß-Enzersdorf.